# گاما دوشیزه
گاما سنبله یک ستاره است که در صورت فلکی سنبله قرار دارد.